# Oratorio di Santa Maria Maddalena dei Malsani
L'oratorio di Santa Maria Maddalena dei Malsani si trova a Prato lungo via Firenze, che porta verso Calenzano.

## Storia e descrizione
Sorto di fianco allo "spedale degli Infetti"(lebbrosario) di Sant'Iacopo, fu costruito alla fine del 1100 e ampliato nel 1221. La lebbra era stata diffusa da pellegrini e viaggiatori di ritorno dall'oriente, ma con la progressiva scomparsa della malattia dal territorio lo spedale fu soppresso, e i suoi beni passarono nel 1377 al Ceppo vecchio.
La chiesetta absidata, con regolare paramento in alberese, ha portale con arco bicromo e bifora retta da un colonnino in serpentino verde; all'interno la volta a crociera sul presbiterio conserva frammenti di rari affreschi della metà del Duecento con i simboli degli evangelisti, mentre nell'abside sono dipinti un Cristo benedicente e santi, di Pietro di Miniato (1414).

## Altre immagini

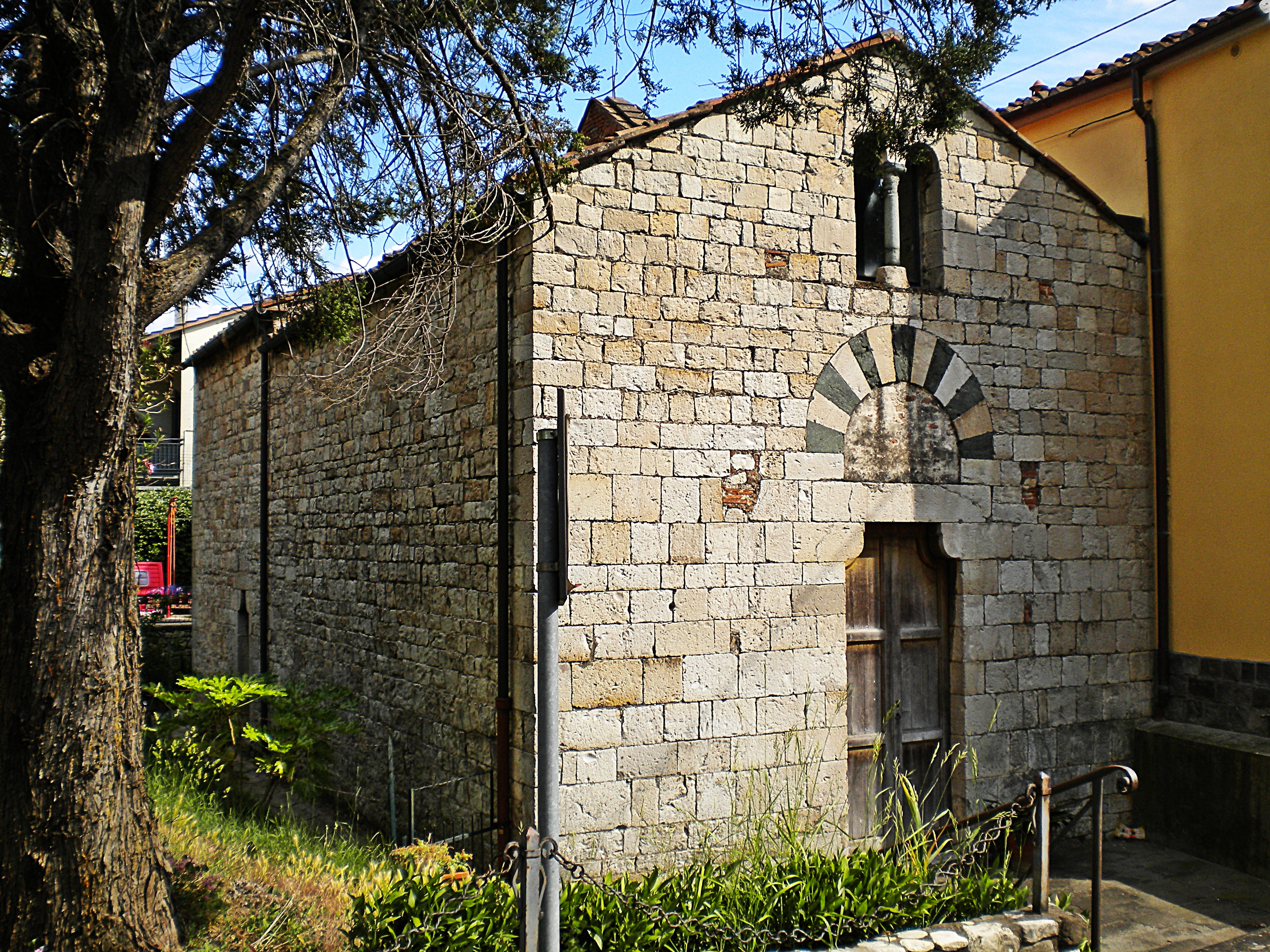
Veduta
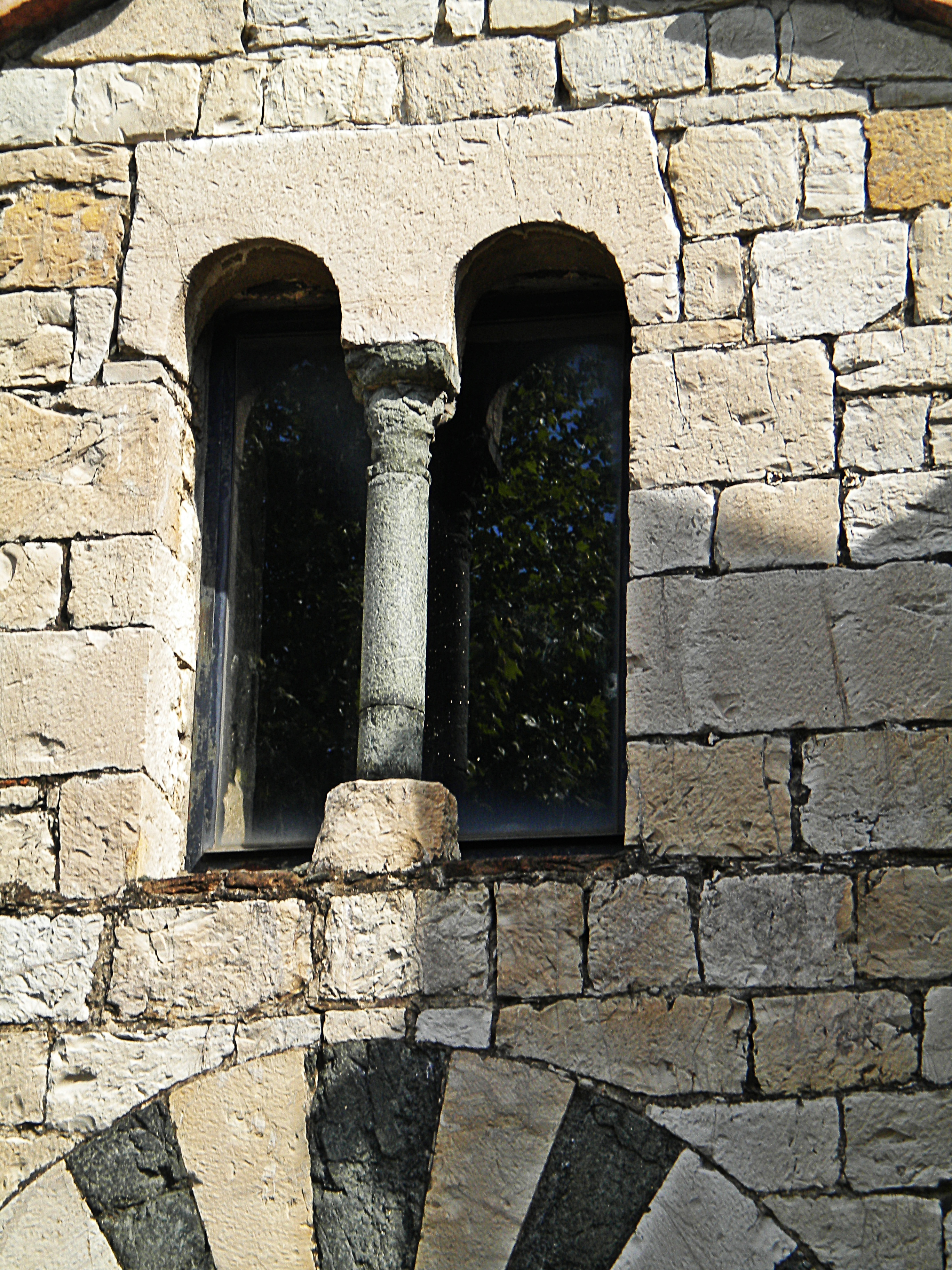
Bifora
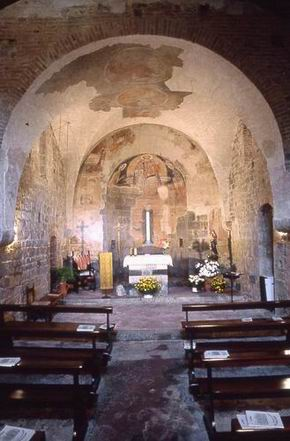
L'interno
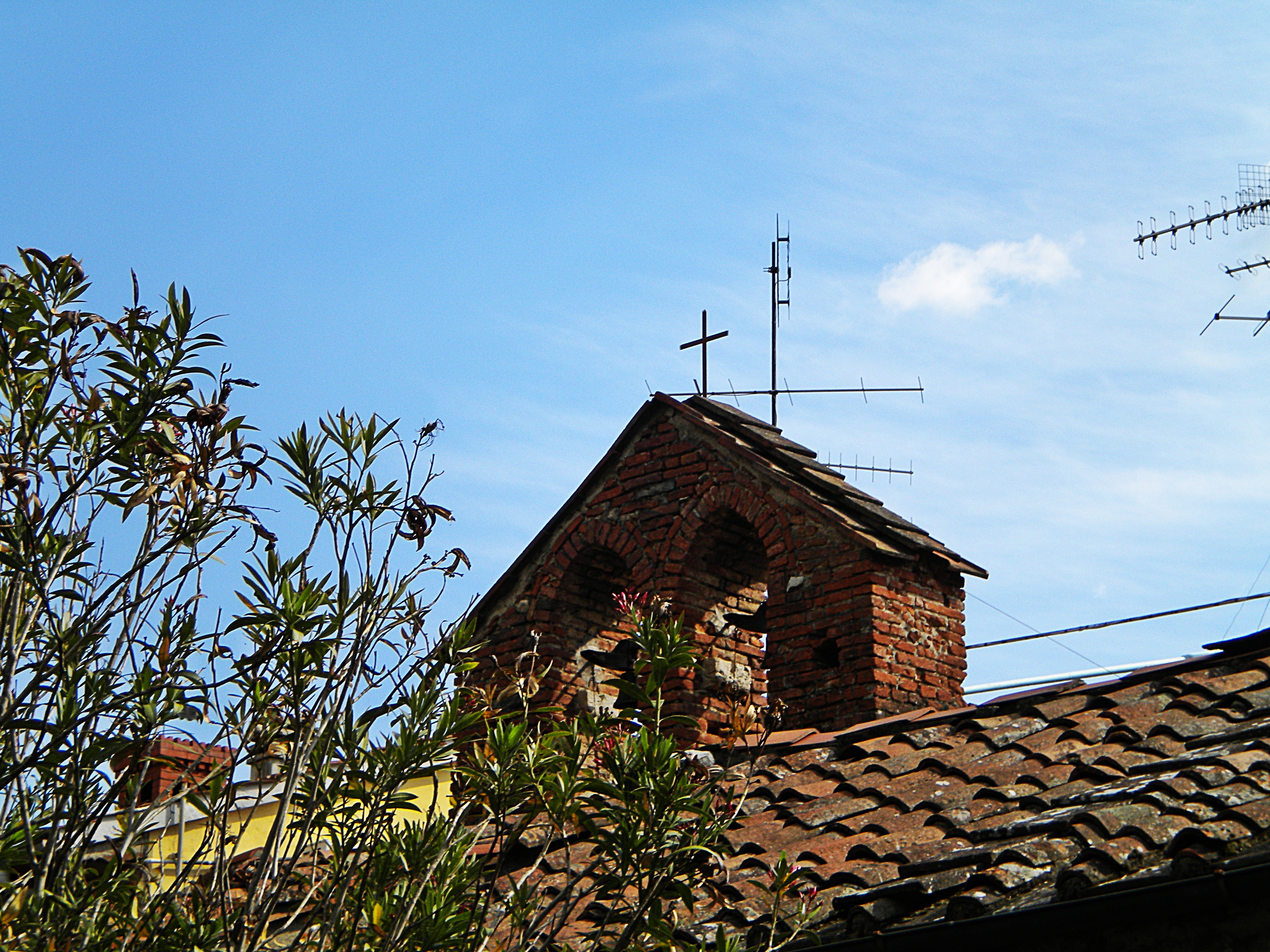
Campaniletto